# Alternate Reality: The Dungeon
Alternate Reality: The Dungeon è un videogioco di ruolo pubblicato nel 1987 per Apple II, Atari 8-bit e Commodore 64 dalla Datasoft, seguito di Alternate Reality: The City. Nel 2011 la Elite Systems lo pubblicò per iOS. Il gioco si svolge in una città sotterranea di un mondo di fantasia, dove il personaggio del giocatore deve sia affrontare nemici, sia guadagnarsi da vivere. È simile al predecessore, con migliorie estetiche e funzionali, e permette opzionalmente di importare i personaggi salvati nel primo gioco.
Fin dallo sviluppo di The City erano in previsione altri seguiti di questo tipo, ma The Dungeon rimase l'unico realizzato.

## Trama
Il protagonista è un normale cittadino del mondo reale che nel precedente Alternate Reality: The City è stato rapito da un'astronave e portato nella città extraterrestre di Xebec's Demise. Questa stessa introduzione animata di The City, con grafica revisionata, viene mostrata anche in The Dungeon. Dopo essere stato abbandonato senza spiegazioni per le strade della città nel primo capitolo, il protagonista si trova stavolta all'ingresso degli enormi sotterranei di Xebec's Demise. Così come la città soprastante, i sotterranei sono di stampo medievale, abitati da persone e da creature fantastiche, ed è frequentemente presente la magia.
Il personaggio deve esplorare i sotterranei, procurarsi di che sopravvivere, combattere creature ostili, fino a raggiungere l'accesso all'avventura successiva che sarebbe dovuta essere Revelation (mai pubblicato). Visitando e facendo offerte a un Oracolo, oppure durante l'esplorazione, può scoprire varie imprese da compiere, che permettono tra l'altro di conoscere più cose sul mondo di Alternate Reality e sui misteriosi rapitori. Nel finale avrà anche finalmente un faccia a faccia con uno degli alieni.

## Modalità di gioco
Si controlla un personaggio solitario, definito da statistiche numeriche mostrate in cima allo schermo, in particolare le caratteristiche resistenza (Stamina/STA), fascino (Charisma/CHR), forza (Strength/STR), intelligenza (Intelligence/INT), saggezza (Wisdom/WIS) e abilità (Skill/SKL). Altri attributi iniziali sono i punti ferita e il denaro, mentre andando avanti si accumulano punti esperienza, che consentono di salire di livello. Le statistiche sono le stesse del primo Alternate Reality: The City ed è possibile riutilizzare un personaggio salvato nel gioco precedente, sebbene non tutti gli oggetti posseduti vengano mantenuti. Nel caso di personaggio nuovo, i numeri delle statistiche vengono determinati semicasualmente facendoli scorrere velocemente finché il giocatore non li ferma con un tasto e inizia la partita.
Una finestra grafica al centro dello schermo offre una visuale statica in prima persona sul paesaggio, che può rappresentare l'interno di un locale o i corridoi dei sotterranei. I corridoi appaiono come un labirinto di muri generati in 3D. Alcune zone hanno muri dall'aspetto differente.
Il personaggio può fare movimenti tra i vari luoghi nelle quattro direzioni cardinali, andando avanti e indietro o ruotando la visuale a destra e sinistra di 90°.
Altri comandi legati alla situazione vengono dati tramite menù di testo in inglese mostrati sotto la finestra.
Il giocatore deve procurarsi cibi e acqua per sopravvivere, vestiti per scaldarsi, un'ampia gamma di armi e oggetti magici (molti descritti anche nel manuale), torce per l'illuminazione, preferibilmente una bussola (che viene mostrata poi sullo schermo), e un luogo adatto per dormire. L'inventario dell'equipaggiamento trasportato ha spazio limitato. Il sistema di limitazione è insolito: se il numero di oggetti è eccessivo si rischia di incontrare un Devourer, mostro che sottrae oggetti ed è anche un avversario pericoloso.
I sotterranei si estendono su quattro livelli di profondità, ciascuno costituito da una griglia di luoghi che si restringe scendendo: il primo livello è ampio 64x64 caselle, poi 32x32, 16x16 e 8x8. Ci sono oltre 30 locali specifici sparsi per lo scenario, tra cui un unico emporio, una taverna e un ostello per dormire. Si possono incontrare porte chiuse, da aprire con chiavi, forza bruta o altri mezzi; possono esserci passaggi segreti nelle pareti, da trovare per tentativi o con l'aiuto della magia.
Lo scandire del tempo è regolato, con tanto di orari di apertura dei servizi. I menù di azione sono in tempo reale, e se non si effettua una selezione gli eventi scorrono da soli, a meno che si metta in pausa.
Diverse creature popolano i sotterranei e si possono incontrare più o meno casualmente, sia persone di diverse categorie (poveri, ladri, guaritori...), sia esseri fantasiosi, non-morti e altri mostri. Troll e goblin in particolare sono in guerra tra loro e il protagonista può riuscire a schierarsi con una fazione inimicandosi l'altra. Il personaggio incontrato compare nella visuale e ha delle semplici animazioni.
È possibile anche incontrare piccoli gruppi di creature dello stesso tipo, comunque visualizzate una alla volta.
In caso di incontro si può ingaggiare combattimento, cercare di andarsene, o tentare una transazione amichevole. In quest'ultimo caso sono possibili azioni come offrire qualcosa o tentare di ingannare. A volte si può ottenere qualcosa amichevolmente.
Il successo in combattimento è determinato dal computer in base a molti fattori, tra cui equipaggiamento, statistiche e tipo di attacco scelto. 
Una parte importante del gioco sono i quest, specifici obiettivi da completare che si scoprono man mano. Non è necessario completarli tutti per finire il gioco, ma sono tutti rilevanti.
Si può entrare a far parte di diverse gilde che hanno sedi nei sotterranei per ottenere dei vantaggi. Tramite loro, pagando il necessario è possibile imparare a lanciare incantesimi (in The City è una caratteristica presente solo nelle conversioni per computer a 16 bit).
The Dungeon ha anche un importante sistema di allineamento morale. Non è esplicitamente visualizzato, ma i comportamenti tenuti hanno effetti sul proprio allineamento. Si inizia come neutrali, e atti come dare cibo ai poveri e recarsi alla cappella fanno virare verso il bene, mentre atti come uccidere innocenti o derubarli fanno virare verso il male. In particolare anche le varie gilde sono orientate al bene o al male, e sarà possibile usufruire dei loro benefici solo conformandosi al loro allineamento.
Con il manuale è fornita una mappa cartacea del primo livello di sotterranei, ma molto incompleta e lasciata da riempire a matita al giocatore.
Le caselle non corrispondono singolarmente ai movimenti fatti, bensì servono più movimenti per attraversare una casella.

## Colonna sonora
Sono presenti, nell'introduzione e in certe occasioni, musiche originali composte da Gary Gilbertson. Una caratteristica insolita è che le canzoni (solo strumentali, date le limitate capacità dei computer dell'epoca) hanno anche dei testi, in inglese, che in alcune fasi vengono mostrati come sottotitoli stile karaoke. La caratteristica è ripresa dal gioco precedente The City, con brani nuovi.

## Sviluppo
Secondo Philip Price, ideatore e programmatore del primo Alternate Reality: The City, nel design iniziale il gioco era un tutt'uno con il seguito The Dungeon, ma fu diviso in due titoli per dare il tempo ai programmatori dell'editore Datasoft di sviluppare le conversioni per altre piattaforme in tempo per la stagione natalizia. Price iniziò anche a lavorare a The Dungeon, ma poi lo abbandonò perché riteneva di non ricevere un trattamento economico onesto dalla Datasoft.
The Dungeon fu completato da altri autori; design e programmazione sono accreditati a Ken Jordan e Dan Pinal e il copyright del programma è della IntelliCreations Inc., allora divenuta proprietaria del marchio Datasoft.
Nel caso di The Dungeon per Atari 8-bit furono pubblicate più versioni, per risolvere vari bachi che rendevano impossibile completare il gioco con la v2.0. Era necessario avere la v2.1, richiedendo eventualmente la sostituzione dei dischi per posta. Uno dei bachi della v2.0 faceva apparire due agenti dell'FBI (uno scherzoso sistema di protezione dalla copia, che si attivava erroneamente), che impedivano di importare personaggi da The City.
The Dungeon, a differenza di The City, non è mai uscito in conversioni per i computer a 16 bit. Pare che versioni per Amiga e PC IBM fossero in sviluppo e completate circa al 70% quando la Datasoft chiuse i battenti.

## Accoglienza
I giudizi della critica contemporanea su The Dungeon furono generalmente positivi, anche se non particolarmente entusiasti, e spesso lo dichiararono migliorativo rispetto al precedente The City.
La rivista Computer Gaming World trovò la grafica decisamente migliorata, specialmente nella versione Apple II. Nel complesso riteneva The Dungeon un grosso passo avanti rispetto al predecessore, ma ancora in fin dei conti insoddisfacente. La difficoltà è molto alta per chi utilizza un personaggio nuovo. Nonostante i miglioramenti, mancava ancora un vero finale e veri rompicapo da avventura, ed era ancora troppo orientato all'hack and slash.
Per Aktueller Software Markt il gioco, in tutte le versioni, è notevolmente migliorato rispetto al suo predecessore, e il giudizio è buono ma non eccelso.
In merito alla versione Atari 8-bit, Page 6 riteneva sistemati i diversi problemi del primo The City, e non aveva dubbi che The Dungeon fosse uno dei migliori giochi dell'anno per la piattaforma.
ANALOG (Atari) diede un giudizio favorevole, notando però che il tempo di caricamento dai tre dischetti era alto.
La versione per Commodore 64 fu giudicata molto bene da Zzap! (voto 85%) da tutti i punti di vista, ritenendolo nel complesso un gioco di ruolo eccellente in quanto pieno di spessore, varietà e interazione.
Super Commodore diede giudizi più vicini alla sufficienza. Contrariamente ad altri titoli come The Bard's Tale trovava l'avventura più austera e selettiva, riservata agli adepti più fedeli dei genere.
Per la tedesca 64'er è un gioco di ruolo ben fatto, ma migliorabile.
Your Commodore lo ritenne immensamente giocabile, uno dei migliori giochi di ruolo in circolazione. Considerava anche sistemato il problema dell'inefficiente gestione dei dischi che affliggeva The City.
Compute!'s Gazette al contrario affermò che l'accesso al disco era eccessivo e fastidioso. Un altro problema è che il programma non consente di salvare e continuare a giocare, riavviandosi invece a ogni salvataggio; un fastidio rilevante in un gioco come questo, dove serve salvare spesso perché la sconfitta è frequente. Nel complesso comunque lo riteneva un titolo valido per chi apprezza il genere.